# 虎牌啤酒

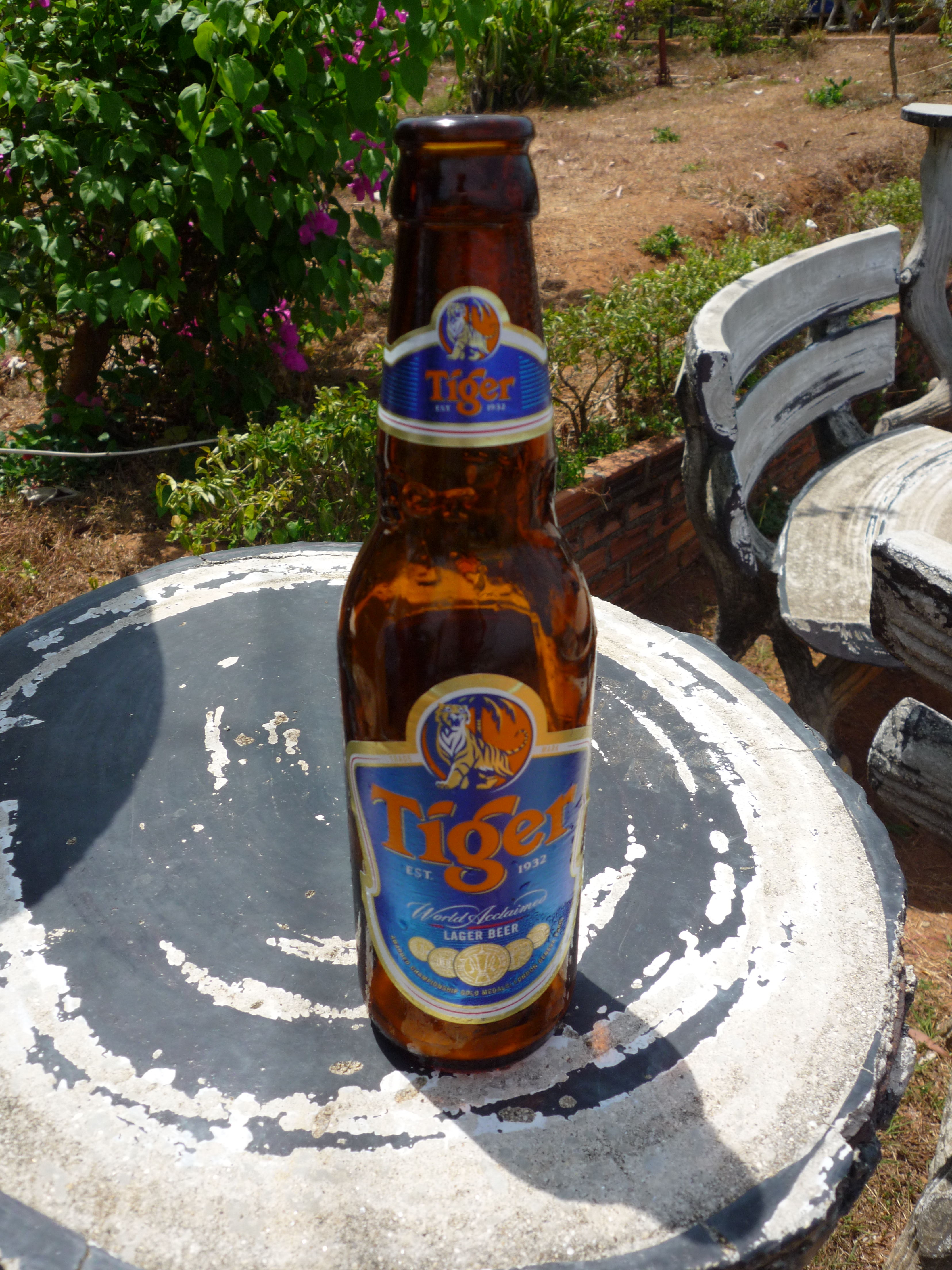

虎牌啤酒（英語：Tiger Beer）是新加坡生产的一种啤酒。制造商Asia Pacific Breweries於1931年由「海尼根啤酒」（Heineken）创办。

## 争议

### 赞助马来西亚华教筹款演出争议
2024年7月23日，伊斯兰党雪州主席阿都哈林在接受采访时，提及雪兰莪双溪比力智明华小举办的华教义演慈善筹款活动接受虎牌啤酒的捐款是不可接受的。相关捐款违反了马来西亚教育部在2018年出台的关于接受企业捐款的指南。其中有提及不允许接受酒类以及博彩类赞助。
2024年7月25日，虎牌啤酒回应称只赞助捐款演出并未直接向学校进行捐款。